# 邁克爾·鄧克利
邁克爾·亨利·鄧克利 CBE JP MP（英語：Michael Henry Dunkley；1958年6月18日—），是一名百慕達政治人物，現任唯一百慕達聯盟黨魁。2014年5月19日，他接替辭職的克雷格·康隆尼成為百慕達總理。